# Caluromys
Caluromys là một chi động vật có vú trong họ Didelphidae, bộ Didelphimorphia. Chi này được J. A. Allen miêu tả năm 1900. Loài điển hình của chi này là Didelphis philander Linnaeus, 1758, by original designation.

## Hình ảnh

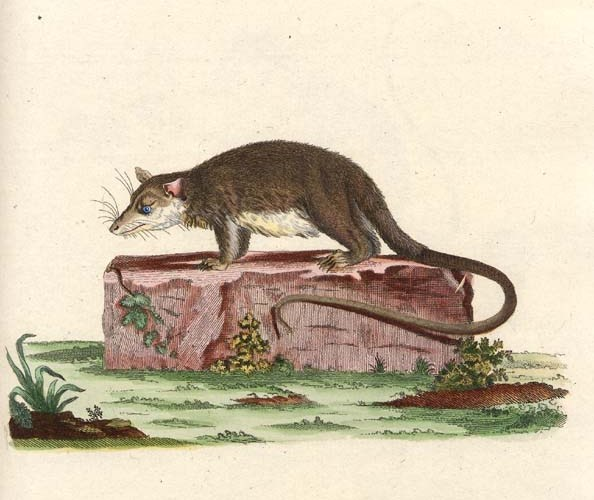
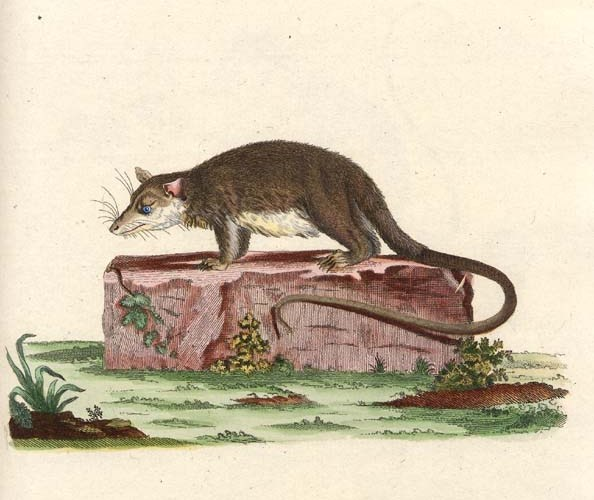
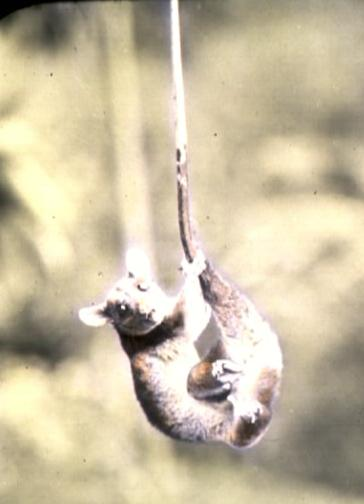

## Các loài
Chi này gồm các loài: